# Хосе Луїс Капон
Хосе Луїс Капон (ісп. José Luis Capón, 6 лютого 1948, Мадрид — 29 березня 2020, Мадрид) — іспанський футболіст, що грав на позиції захисника, зокрема за мадридський «Атлетіко», а також національну збірну Іспанії.
Дворазовий чемпіон Іспанії. Володар Кубка Іспанії. Володар Міжконтинентального кубка.

## Клубна кар'єра
У дорослому футболі дебютував 1970 року виступами за команду «Атлетіко», в якій протягом сезону взяв участь у 4 матчах чемпіонату, після чого для здобуття ігрової практики був відданий в оренду до клубу «Бургос».
Повернувшись 1972 року з оренди до «Атлетіко», відразу ж став основним гравцем захисної лінії команди. У першому ж сезоні після повернення допоміг «матрасникам» здобути перемогу у Ла-Лізі. Загалом провів за «Атлетіко» вісім сезонів, у сезоні 1976/77 удруге став у їх складі чемпіоном країни.
Завершив ігрову кар'єру в «Ельче», за який виступав протягом 1980—1982 років.

## Виступи за збірну
1973 року дебютував в офіційних матчах у складі національної збірної Іспанії. Протягом кар'єри у національній команді, яка тривала 5 років, провів у її формі 13 матчів, забивши 1 гол.
Помер 29 березня 2020 року на 73-му році життя у Мадриді від запалення легень, викликаного коронавірусом COVID-19.

## Титули і досягнення
- Чемпіон Іспанії (2):

«Атлетіко»: 1972-1973, 1976-1977
- Володар Кубка Іспанії (1):

«Атлетіко»: 1975-1976
- Володар Міжконтинентального кубка (1):

«Атлетіко»: 1974